# Canelones (paroisse civile)
Pour les articles homonymes, voir Canelones (homonymie).
Canelones est l'une des quatre divisions territoriales et statistiques dont l'une des trois paroisses civiles de la municipalité de Turén dans l'État de Portuguesa au Venezuela. Sa capitale est La Misión.